# Revolutiegolf

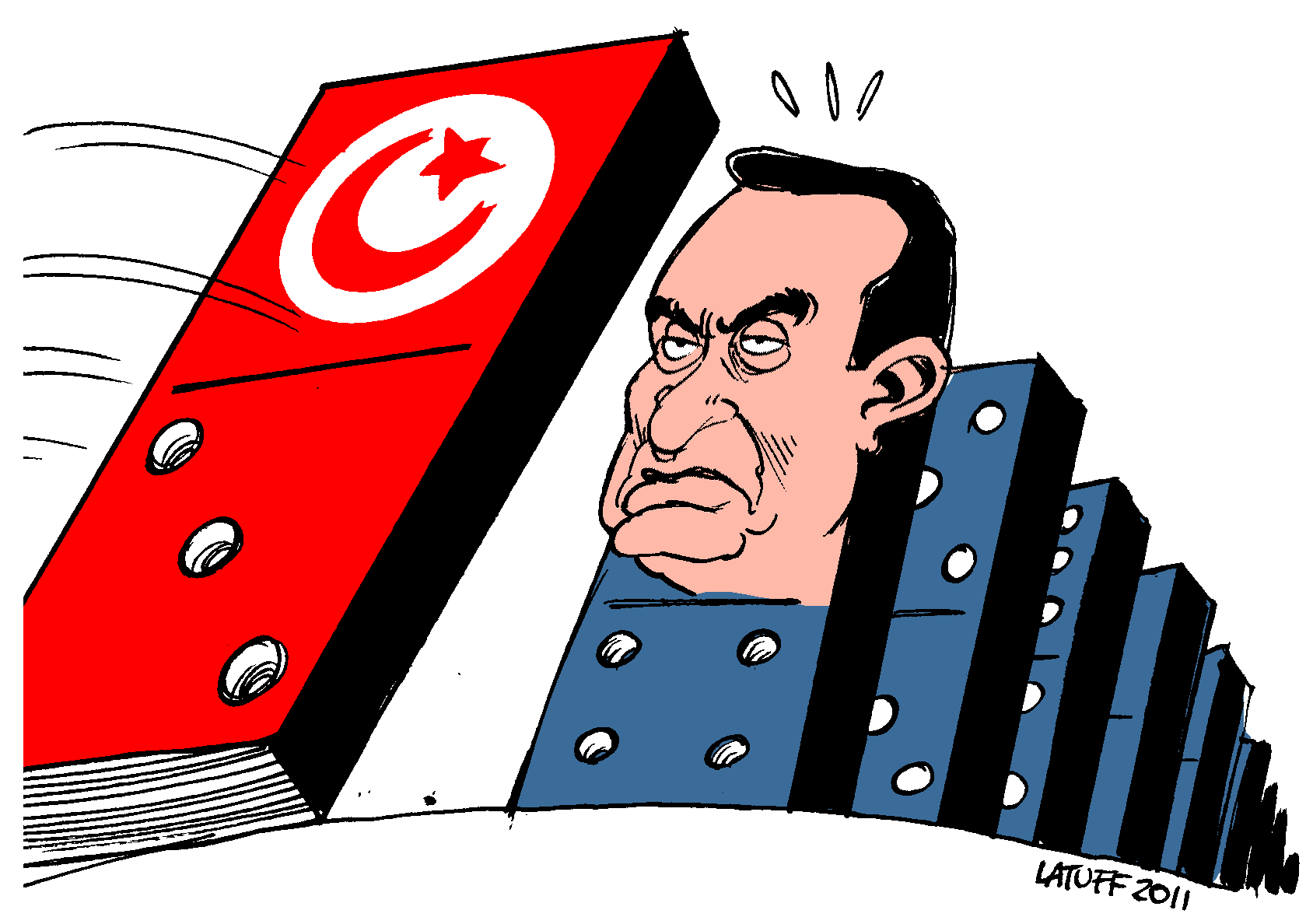
Illustratie van het domino-effect van de Arabische protesten in 2010-2011: het Tunesische regime is reeds gevallen, de Egyptische president Moebarak is de volgende

Een revolutiegolf is een reeks van revoluties die tegelijkertijd in verschillende gebieden plaatsvinden. Vaak is daarbij sprake van één eerste revolutie, waarna door een domino-effect op andere plekken omwentelingen met vergelijkbare doelen volgen. Dit wordt veroorzaakt door vergelijkbare maatschappelijke onrust of onvrede en/of het wortel schieten van dezelfde denkbeelden in deze landen, waarbij de ene revolutie de andere inspireert.
De revolutiegolf heeft een belangrijke positie binnen het communistische gedachtegoed in de vorm van de wereldrevolutie, waarbij overal ter wereld het proletariaat de macht overneemt. De term kan echter ook simpelweg slaan op een groot aantal revoluties dat in een kort tijdsbestek plaatsvindt, ongeacht doel en uitkomst daarvan.
Voorbeelden zijn:
- De Reformatie: Maarten Luther hangt in 1517 een document met 95 stellingen (inhoudende kritiek op de kerk) op aan de kerkdeur te Wittenberge. Dit veroorzaakt in heel Europa godsdienstige omwentelingen, soms gesteund of opgelegd door de heersers, soms in gang gezet door een gefrustreerde bevolking. In Duitsland breken boerenopstanden uit, en de Wederdopers trachtten in Duitsland en de Nederlanden theocratische staten te stichten (m.n. het 'Koninkrijk Sion' in Münster in 1534-35). Koningen maakten gebruik van de onvrede om zichzelf onafhankelijker van de kerk op te stellen, en de soevereine staat kreeg vorm. De tegenreactie van de kerk, de Contrareformatie, had slechts beperkt succes en de noordelijke helft van Europa stapte over op het protestantisme.
- De Tweede Reformatie[bron?] veroorzaakt door de leer van Calvijn. Omwentelingen in deze revolutiegolf waren religieuze opstanden in Frankrijk en de Nederlandse Opstand.
- De liberale revolutie in de 18e eeuw: in een groot aantal landen in Europa en Amerika kwamen bevolkingen in opstand tegen hun overheersers en voor meer vrijheid. Zo waren er de Amerikaanse Onafhankelijkheidsoorlog (1776), de Latijns-Amerikaanse onafhankelijkheidsoorlogen (1810-1826), de Franse Revolutie (1789) en de Bataafse Opstand (1795). In tal van andere landen was onrust.
- De revolutiegolf van 1820, waaronder de Griekse opstand en de Decabristenopstand.
- De revolutiegolf van 1830, waaronder de Belgische Revolutie en de Poolse Opstand in Russisch Polen.
- Het revolutiejaar 1848: in navolging van de Franse Februarirevolutie vonden in heel Europa protesten en revoluties plaats. Hoewel de kortetermijneffecten beperkt waren, hadden de ontwikkelingen een grote invloed op de verdere Europese geschiedenis.
- Het decennium 1860-1870, waaronder de Italiaanse Eenwording, de Duitse Eenwording, de Amerikaanse Burgeroorlog en de Taiping-opstand in China.
- De Grote Oosterse Crisis, een golf van instabiliteit in het Ottomaanse Rijk in 1875-76.
- De revolutiegolf van 1905-1911, waaronder de Argentijnse Revolutie, de Perzische Constitutionele Revolutie, de Russische Revolutie van 1905, de Xinhai-revolutie, de Mexicaanse Revolutie, de revolutie van de Jonge Turken en de revolutie van 1910 in Portugal. Nationalisme, vernieuwing, constitutionalisme en republikanisme daagden hier de oude autocratische monarchieën uit.
- De revolutiegolf van 1917-1923, veroorzaakt door de maatschappelijke ontwrichting veroorzaakt door de Eerste Wereldoorlog, waarvan de Russische Revolutie en de omverwerping van de Duitse, Oostenrijkse en Ottomaanse monarchieën de belangrijkste waren.
- De fascistische revolutiegolf van 1922-1939, waarbij in verscheidene landen rechts-autocratische regeringen aan de macht kwamen, onder andere in Italië (1922), Duitsland (1933), Japan (1931), Spanje (1939) en verscheidene andere landen in Europa, Zuid-Amerika en Azië. Dit kan gezien worden als een tegenreactie op de eerdere, voornamelijk linkse revolutiegolf.
- De door de Tweede Wereldoorlog veroorzaakte revolutiegolf, waarbij gesteund door de Sovjet-Unie in verschillende landen (Oost-Europa, China), communistische regeringen aan de macht kwamen. In een aantal Oost-Europese landen was de revolutie kunstmatig en door de Sovjet-Unie georkestreerd, maar in veel gevallen genoten de communisten oprechte steun van de bevolking, mede vanwege de slechte ervaring met fascisme en nazisme, en anderzijds vanwege bewondering voor de titanenstrijd van de Sovjet-Unie tegen Duitsland. Ook in West-Europa behaalden de communisten, mede vanwege hun prominente rol in het verzet, de beste verkiezingsresultaten ooit.
- De Amerikanen waren tijdens de Koude Oorlog bang dat het communisme zich over heel Zuidoost-Azië zou uitbreiden, waarbij het ene land zou vallen na het andere als waren het dominostenen. Die dominotheorie was een belangrijke aanleiding tot de Vietnamoorlog. Toen de Amerikanen zich terugtrokken werden in 1975 inderdaad Zuid-Vietnam, Laos en Cambodja vrij snel overgenomen door communistische regeringen.
- De dekolonisatie kan worden gezien als een revolutiegolf; overal kwamen revolutionaire bewegingen op en de oude koloniale rijken brokkelden in een enkele generatie af.
- Het Midden-Oosten beleefde in 1958 een golf van Arabisch nationalisme, die werd veroorzaakt door de Egyptische president Gamal Abdel Nasser met zijn stichting van de Verenigde Arabische Republiek. Op 14 juli werd het Iraakse koningshuis uitgemoord, de volgende dag gingen Amerikaanse mariniers aan land in Libanon, waar een burgeroorlog dreigde tussen moslims en christenen. En op 17 juli landden Britse paratroepen bij Amman om de jonge koning Hoessein van Jordanië in het zadel te houden.
- De protesten van 1968 in verschillende West-Europese landen en de VS. Jongeren zetten zich af tegen de oorlog in Vietnam, de oude normen en waarden (in Nederland o.a. de verzuiling), de nucleaire bewapening en dreigende kernoorlog, latent racisme en rassenscheiding in de VS (de zwarte bevrijdingsbewegingen). Daadwerkelijke omwentelingen bleven uit, maar regeringen en de elite zagen zich gedwongen tot concessies aan de jongeren;
- Een religieus-fundamentalistische revolutiegolf waaronder de Iraanse Revolutie in 1979, de stichting van Hamas in 1987, een grotere invloed van de geestelijkheid in Saoedi-Arabië, en een toenemende fundamentalistische invloed in Afghanistan culminerend in de overname door de Taliban in 1996 en hun terugkeer in 2021. Men kan dit proces ook zien als een sjiitische revolutie in Iran gevolgd door een soennitische reactie. Ook fundamentalistisch christelijke, joodse en hindoeïstische bewegingen wonnen aan invloed in de politiek van respectievelijk de Verenigde Staten, Israël en India.
- De revoluties van 1989: grootschalige, vaak vreedzame protesten leidden tot grote omwentelingen in het communistische Oost-Europa en daarbuiten. Dit werd veroorzaakt door het intrekken van de steun door de Sovjet-Unie aan zijn satellietstaten. Niet overal waren de opstanden succesvol, zo werden de volksprotesten in China hardhandig de kop ingedrukt. Door het wegvallen van het Sovjetblok trokken de VS ook hun steun aan verschillende regimes in waardoor deze eveneens begonnen te wankelen: de bekendste voorbeelden waren de val van de Apartheid in Zuid-Afrika in 1994, het omverwerpen van de regering van Mobutu in Zaïre in 1997, en de EDSA-revolutie in 1986 die als geweldloze revolutie een voorbeeldfunctie vervolgde voor de revoluties in Oost-Europa. In 1991 viel de Sovjet-Unie zelf uiteen in 15 onafhankelijke staten, en binnen deze nieuwe staten probeerden verschillende minderheden eveneens een sterkere positie of onafhankelijkheid te verwerven. Joegoslavië, dat niet langer voordeel kon trekken door beide zijden tegen elkaar uit te spelen en geen sterke leider meer had na Tito's overlijden, viel eveneens uiteen en de Joegoslavische Oorlogen braken uit.
- De kleurenrevoluties van 2000-2005 in Joegoslavië, Oekraïne, Georgie en Kirgizië. Autoritaire leiders die na de revolutiegolf van 1989 de macht hadden gegrepen, werden door de teleurgestelde bevolking afgezet. Soms worden de Libanese Cederrevolutie en de Iraakse Purperen Revolutie (de installering van een democratische regering in 2005 in Irak) hier eveneens toe gerekend.
- De Arabische revolutiegolf van 2010-2018: vanuit Tunesië verspreidde zich in korte tijd een revolutiegolf over landen in de Arabische wereld. Corruptie, werkloosheid en gebrek aan voedsel zijn belangrijke thema's bij deze protesten, die verschillende regimes dwongen tot aftreden of grote hervormingen. Feitelijk kan dit in twee fasen worden ingedeeld:
  - De Arabische Lente van 2010-2011, waarbij protesten in de Arabische landen verschillende regeringen deden vallen, wankelen of tot concessies dwongen.
  - De Arabische Winter van 2011-2018, waarbij autoritaire regeringen hard terugsloegen, burgeroorlogen uitbraken, of de revolutie 'gekaapt' werd door fundamentalisten of militairen.